# Elogium
Elogium (łac. z gr.) – w starożytnym Rzymie napis pochwalny, upamiętniający czyny zmarłych, umieszczany na nagrobkach, pomnikach lub wizerunkach zmarłych; również mowa pochwalna.